# St.-Johannes-Kirche (Dahlenburg)

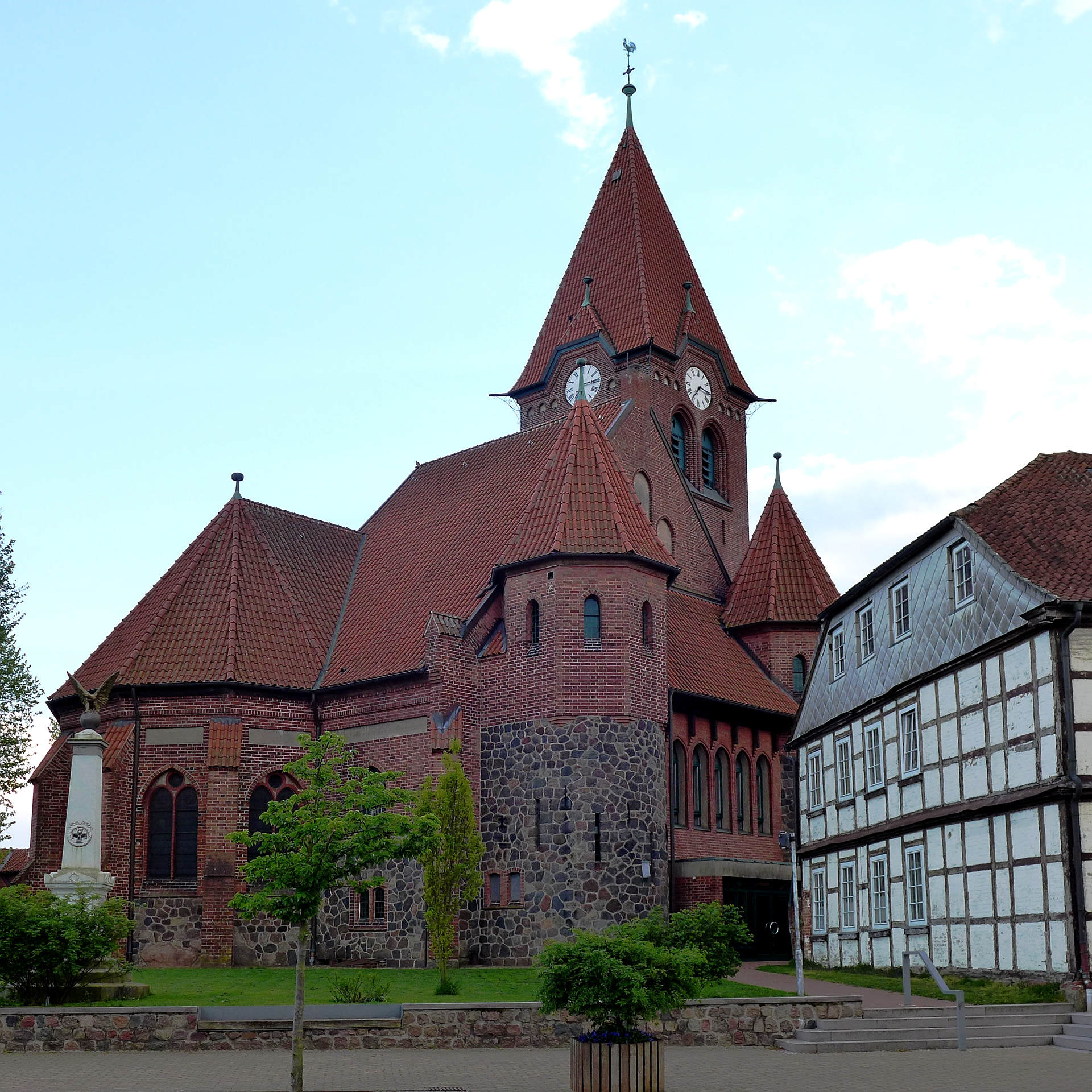
St.-Johannes-Kirche

Die evangelisch-lutherische St.-Johannes-Kirche steht in Dahlenburg im niedersächsischen Landkreis Lüneburg.

## Lage
Die freistehende St.-Johannes-Kirche steht auf einer kleinen Grünfläche mit vereinzelten Bäumen im historischen Ortskern Dahlenburgs. Direkt östlich liegt der Marktplatz der Stadt.

## Geschichte

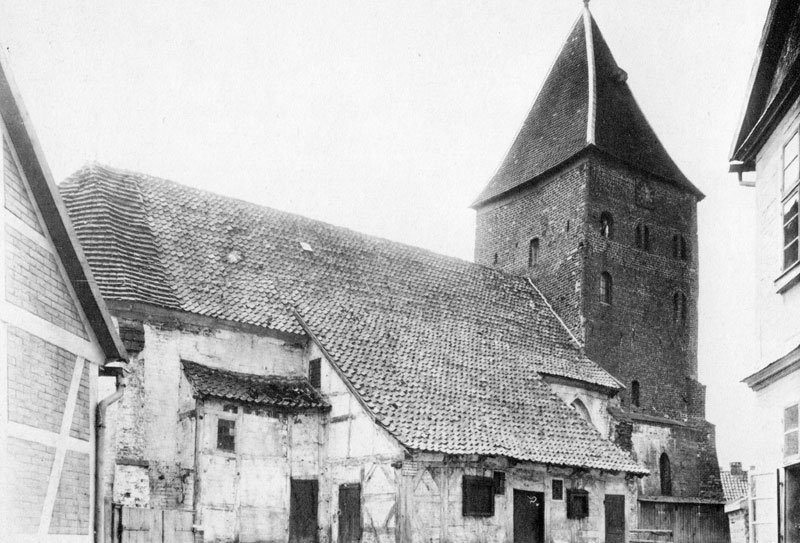
St.-Johannes-Kirche vor den Umbaumaßnahmen im 20. Jahrhundert

Der älteste urkundliche Nachweis der St.-Johannes-Kirche stammt aus dem Jahr 1302. Die direkte Vorgängerkirche des heutigen Baus war eine Backsteinkirche mit einem Fundament aus Granit.
Das heutige Kirchengebäude wurde zwischen 1903 und 1905 nach dem Entwurf des Architekten Wilhelm Matthies aus Bardowick errichtet. Dabei wurde teilweise auch das Feldsteinmauerwerk der Vorgängerkirche in den neuen Bau integriert. 1967 folgten Umbaumaßnahmen, bei denen unter anderem ein neuer Saal in die Nordempore eingebaut.
Zur Kirchengemeinde gehören etwa 2900 Gemeindeglieder, die in den 25 Dörfern des Kirchspiels wohnen. Durch den Wegfall einer Pfarrstelle im Jahre 2007 ist eine enge Kooperation mit der benachbarten Kirchengemeinde Nahrendorf eingegangen worden.

## Architektur

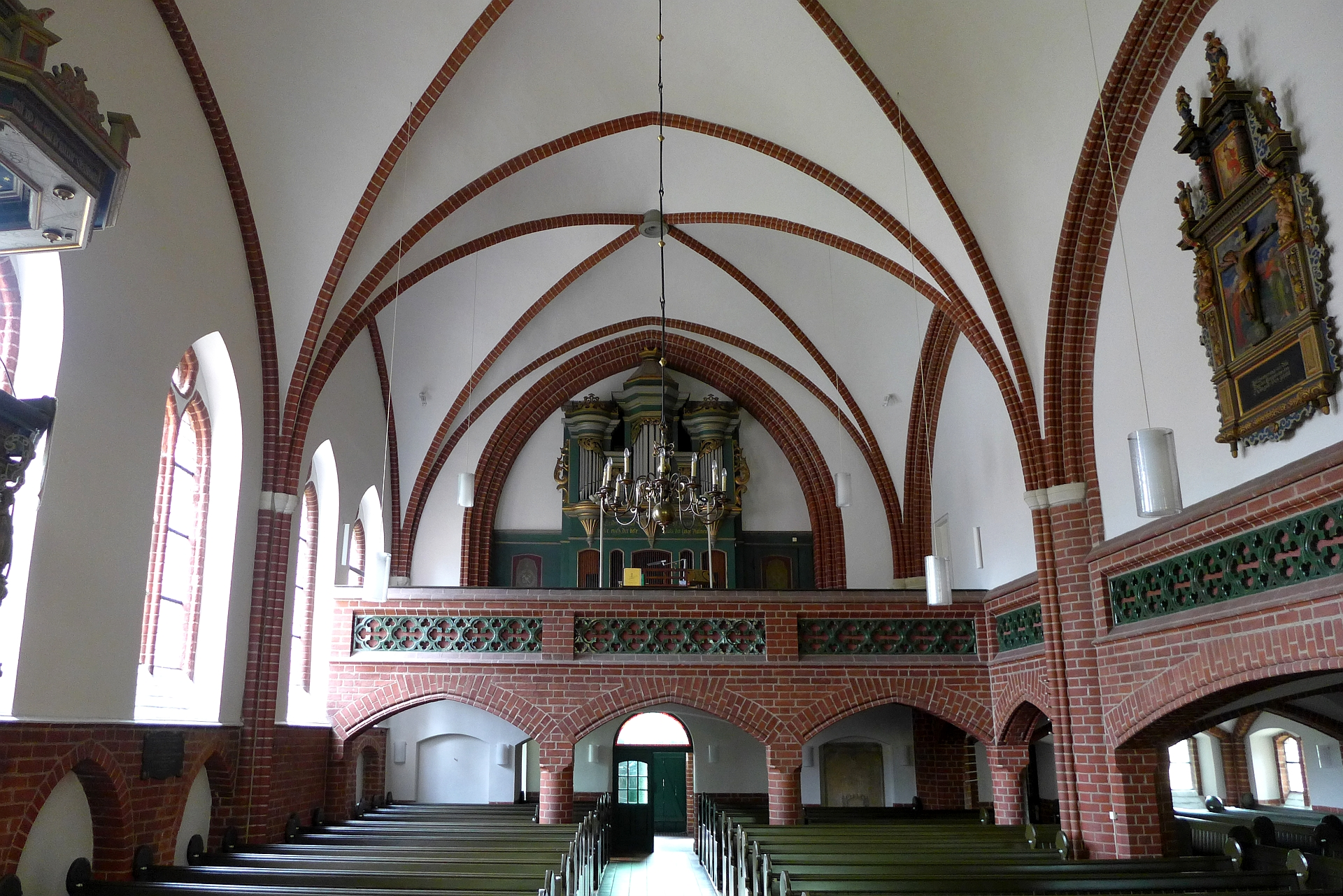
Blick in das Kirchenschiff Richtung Orgelempore

Die St.-Johannes-Kirche ist ein neugotischer Backsteinbau. Dieser gliedert sich in den Westturm, das zweischiffige Langhaus, einen polygonalen Chorschluss, eine Sakristei an der Südseite sowie ein nördlich an das Langhaus anschließendes Eingangsgebäude, das von zwei kleinen Türmen flankiert wird. Die Dächer der Kirche sind mit roten Dachziegeln gedeckt.
Der zweischiffige Innenraum gliedert sich in drei ungleiche Joche mit Kreuzrippengewölbe. Die Kirche besaß ursprünglich eine West- und Seitenempore. Die Seitenempore ist durch den Neubau des Eingangsbereichs heute nicht mehr vorhanden. Auf der Westempore steht die Orgel. Die Kirche bietet insgesamt Platz für 750 Personen.

## Ausstattung

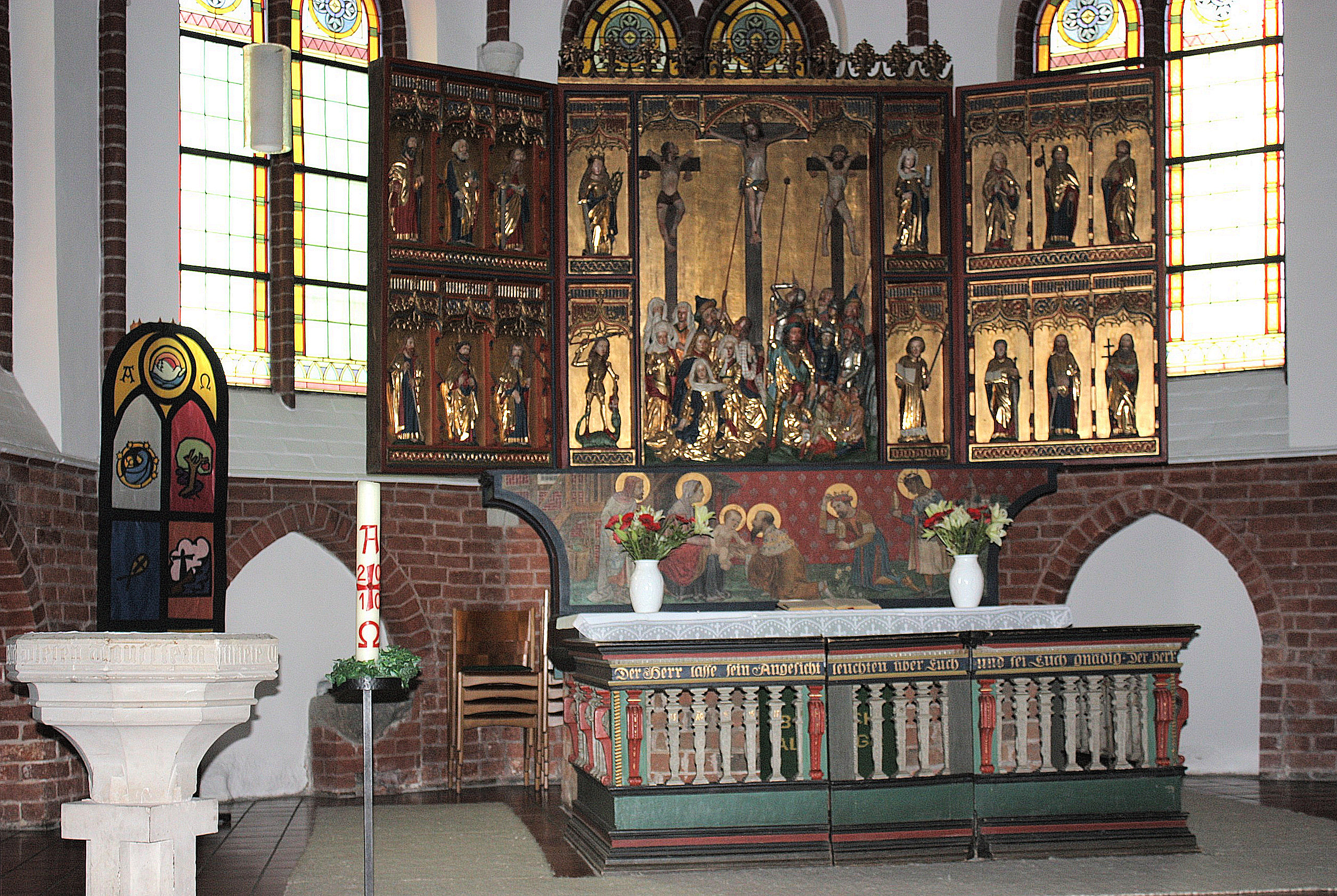
Kreuzigungsaltar aus dem 15. Jahrhundert

### Kreuzigungsaltar
Die Kirche ist mit einem bemerkenswerten Kreuzigungsaltar aus dem 15. Jahrhundert ausgestattet, der vermutlich aus der Lüneburger Werkstatt von Cord Snitker stammt. Die Kreuzigungsszene im Schrein wird von vier Heiligen in zwei Registern flankiert. Die Register setzen sich in den Flügeln fort und zeigen dort die Apostel. Unterhalb der Register ist jeweils eine Ornamentleiste angebracht. Die meisten Figuren stehen unter spitzbögigen Baldachinen, während das Kreuz Christi im Mittelteil durch einen rundbogigen Baldachin hervorgehoben wird. Es ist nicht bekannt, ob die Figuren an ihrem ursprünglich zugedachten Ort stehen, zumindest zeitweise wurden die Figuren in einer anderen Konstellation präsentiert.
Die Predella aus dem Jahr 1905 wurde von Friedrich Koch gestaltet und zeigt die Anbetung der Heiligen Drei Könige. Die Heilige Familie steht vor einem für die Region typischen Fachwerkhaus, während rechts im Hintergrund die St.-Johannis-Kirche in ihrer Form vor den Umbaumaßnahmen im 20. Jahrhundert zu sehen ist.

### Weitere Ausstattungsstücke
Die Kanzel stammt aus dem Jahr 1604. Der Kanzelkorb ist reich geschmückt und wird von einer beinahe lebensgroßen weiblichen Figur getragen.
Die erste Orgel wurde von dem Orgelbauer Stein aus Lüneburg 1763 geliefert. Dieses Instrument wurde 1903 entfernt und 1905 durch ein neues ersetzt. Aufgrund großer Schäden musste es 1974 durch eine neue Orgel mit 16 Registern ausgetauscht werden. Der Prospekt der alten Orgel wurde dabei übernommen.

## Geläut
Zum Zeitpunkt der Fertigstellung der Kirche im Jahr 1905 übernahm man die zwei Glocken des Vorgängerbaus und fügte zwei neue hinzu. Die ältere der beiden Glocken war zu diesem Zeitpunkt bereits eintausend Jahre alt. Die neuen Glocken wurden 1917 im Ersten Weltkrieg eingeschmolzen und 1925 zunächst ersetzt. 1943 mussten während des Zweiten Weltkrieges die drei größten Glocken, darunter auch die älteste, eingeschmolzen werden. 1952 wurden zwei neue Gussstahlglocken gegossen.